# Shonen Ninja Kaze no Fujimaru
Shonen Ninja Kaze no Fujimaru (少年忍者風のフジ丸?   7 de junio de 1964 - 31 de agosto de 1965) (Joven Ninja Fujimaro del Viento) en su traducción introductoria en el doblaje al español conocido simplemente como Fujimaru del Viento, y en algunos países de habla hispana como El Pequeño Samurái, es la historia de un aprendiz de ninja que dominaba las artes del viento.
Debido al título de la traducción, se ha prestado a confusión en cuanto a que si Fujimaru era un ninja o un samurai, siendo este último término más conocido en México en la época que fue doblada la serie. (los Caballeros Samurai han tenido más difusión históricamente que los Guerreros-mercenarios Ninja)
Dicha serie, perteneciente a Toei Animation, constaba de 65 episodios. Fue inspirada en el manga de la revista Bokura 'Kaze no Ishimaru' de Sanpei Shirato (también creador de Ninja Bugeicho, Sasuke, Kamui Den, Watari) y animada por Hayao Miyazaki. El nombre original del manga era 'Ninja Clan' pero fue cambiado en el anime para asociarlo a su patrocinante Fujisawa Pharmaceuticals.
El tema de apertura de la serie era 'Shounen Ninja Kaze no Fujimaru' y el de cierre, 'Tatakau Shounen Ninja', ambos de Nishirokugou Shounen Gasshoudan.

## La trama
La historia comienza cuando Fujimaru era un bebé. Su madre lo tenía resguardado en una cesta cerca de ella mientras trabajaba en el campo. Trágicamente, el niño es raptado por un águila, pero Tasuke, un samurái, recupera al niño y lo asume como su discípulo.
Fujimaru crece hasta convertirse en un diestro joven que domina las artes del viento al aprender las técnicas del ninjitsu. Domina dos artes muy poderosas: 'multiplicación' y 'hojas'. Mediante la primera confunde a sus enemigos al generar la ilusión de que se repite indefinidamente y, con la segunda, causa un torbellino de viento y hojas para escapar ileso.
Dos son los objetivos de Fujimaru en la historia, reencontrarse con su madre y conseguir el 'Libro de Ryuen', un manuscrito que contiene poderosas técnicas que exaltarían el poder de cualquiera que lo tuviese en su poder. El némesis de Fujimaru -Japusai, quien domina las artes del fuego- también anda en busca del pergamino.
Afortunadamente, Fujimaro logra ambos objetivos: se reencuentra con su madre y consigue el pergamino, el cual destruye por considerarlo demasiado peligroso en las manos inescrupulosas de Japusai.

## Doblaje (Seiyuu)
- Kaze no Fujimaru: Kiyoshi Komiyama
- Tasuke: Kazuko Yoshikawa
- Choro: Kayoko Yamamoto, Kazuko Yoshikawa
- Midori, Mika: Midori Katou
- Pon Kichi, Osen: Makiko Itou
- Juuhou Hitoshi, Katari: Minoru Yuasa

## Música
- Opening 「少年忍者風のフジ丸」: Fujimaru, el chico del viento
- Ending 「たたかう少年忍者」: Lucha chico Ninja